# Breite Föhre

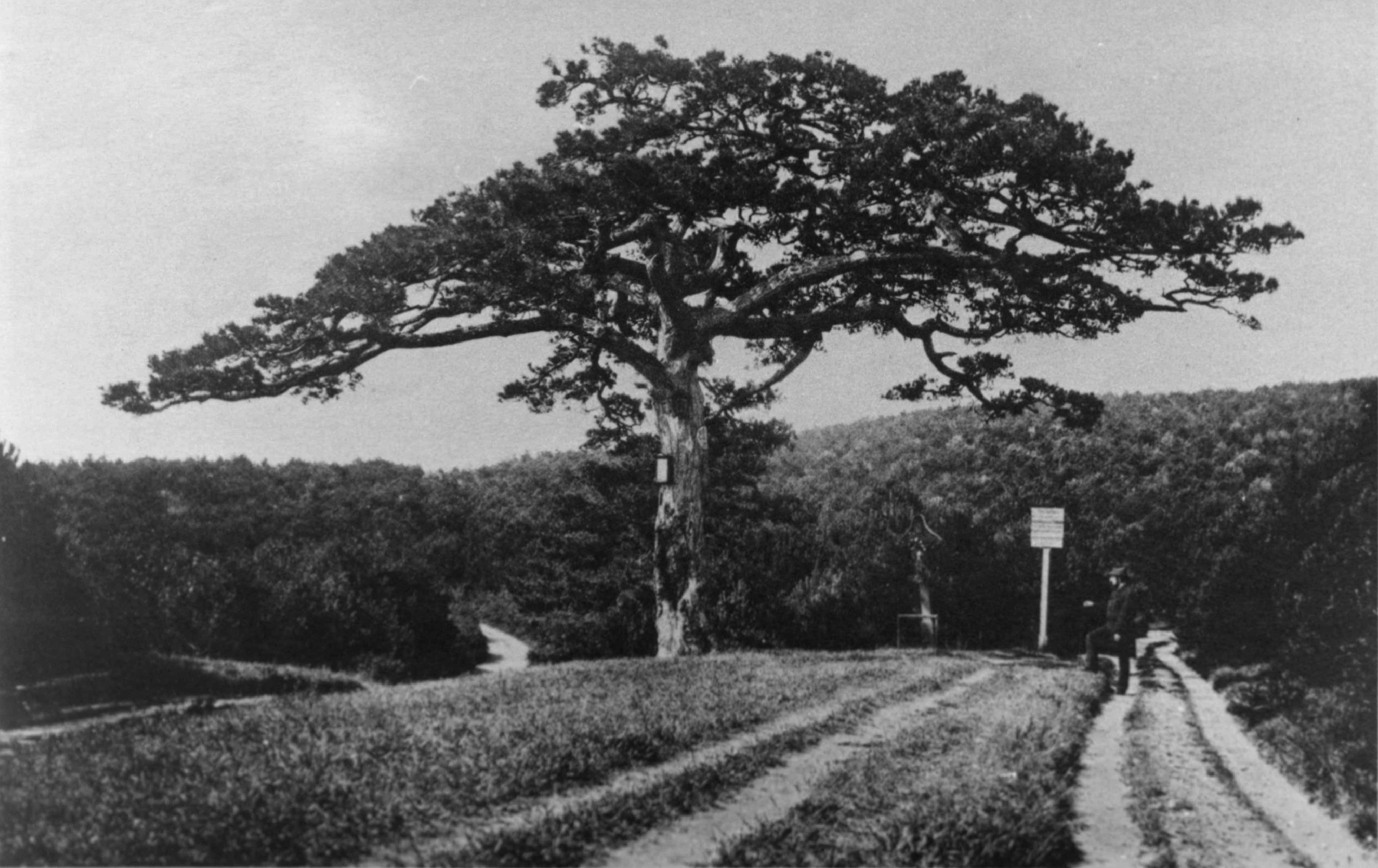
Abbildung in Beiträge zur Kenntniss der Schwarzföhre (Pinus austriaca Höss.), 1881

Die Breite Föhre war eine rund 450 Jahre alte Schwarzföhre auf dem Berg Anninger im Wienerwald bei Mödling.

## Geschichte
Der Baum stand am Berg Anninger „an der Anningerstraße, auf 379 m Höhe bei der Abzweigung des Weges zum Richardhof“. Adolf Schmidl erwähnt sie 1839 in seinem Wanderführer Wien's Umgebungen auf zwanzig Stunden im Umkreise als imposanten Baum und beliebtes Wanderziel. Allerdings sei sie damals bereits beschädigt gewesen. Zitat: „An ihrem Fuße, wahrscheinlich durch Muthwillen bis tief in das Mark hinein verkohlt, breitet sie ihre Arme weithin aus […]“ Eine präzise Beschreibung liefert Arthur von Seckendorff-Gudent 1881 in Beiträge zur Kenntniss der Schwarzföhre (Pinus austriaca Höss.):

„Die breite Föhre ist, was Form anbelangt, wohl eine der merkwürdigsten Schwarzföhren. Ihre Scheitelhöhe beträgt 11 M., die Krone beginnt bei 5 M., die grösste Breite der Krone ist 19. M., die kleinste 16 M. Der Schaft ist bis zu einer Höhe von 2,5 M. stark beschädigt und besitzt derselbe in Folge dieser Beschädigung in 1,3 M. Höhe auf der einen Seite nur 50 Cm., auf der anderen nur 25 Cm. Holzstärke. Der Durchmesser des Baumes beträgt 1,1 M. […]“

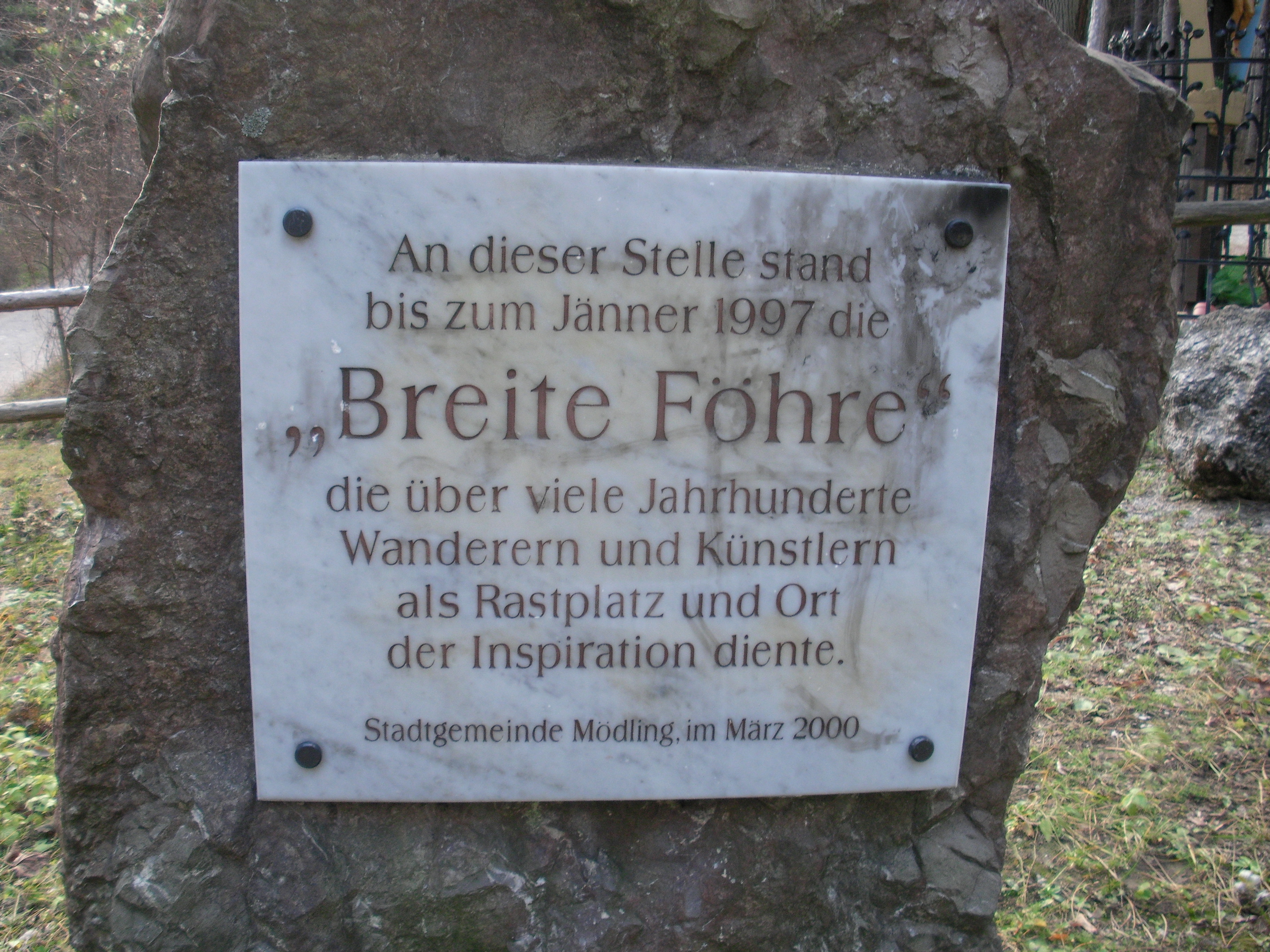
Gedenkstein mit Tafel

Das Wahrzeichen soll von vielen bekannten Künstlern besucht worden sein, wie etwa Ludwig van Beethoven, Franz Schubert, Hugo Wolf, Arnold Schönberg, Anton von Webern, Moritz von Schwind, Ferdinand Waldmüller, Gustav Klimt, Egon Schiele und Franz Grillparzer. Der deutsche Maler, Radierer und Lithograf Ludwig Ferdinand Schnorr von Carolsfeld fertigte 1838 das Gemälde Die breite Föhre nächst der Brühl bei Mödling an, das sich heute im Belvedere befindet.
Der Baum starb 1988 ab und wurde schließlich 1997 als Sicherheitsrisiko entfernt. Der Stamm blieb jedoch erhalten und ist seit November 2002 im Museum Niederösterreich ausgestellt. Untersuchungen an einer Baumscheibe, die das Museum Mödling erhalten hatte, zeigten, dass der Baum 1542 zu wachsen begonnen haben muss und somit ein Alter von rund 450 Jahren erreichte. Zuvor waren bis zu 700 Jahre angenommen worden. Am ehemaligen Standort befindet sich seit 2000 neben dem verbliebenen Stumpf ein Gedenkstein der Stadtgemeinde Mödling. Ein Wegkreuz, das auf alten Fotografien zu sehen ist, steht seit 2004 wieder an seinem alten Platz. In direkter Nachbarschaft steht das Naturdenkmal Neue Breite Föhre mit einem geschätzten Alter von 200 Jahren und etwas weiter unten an der Anningerstraße die Kleine Breite Föhre, die ein ähnliches Alter haben dürfte.

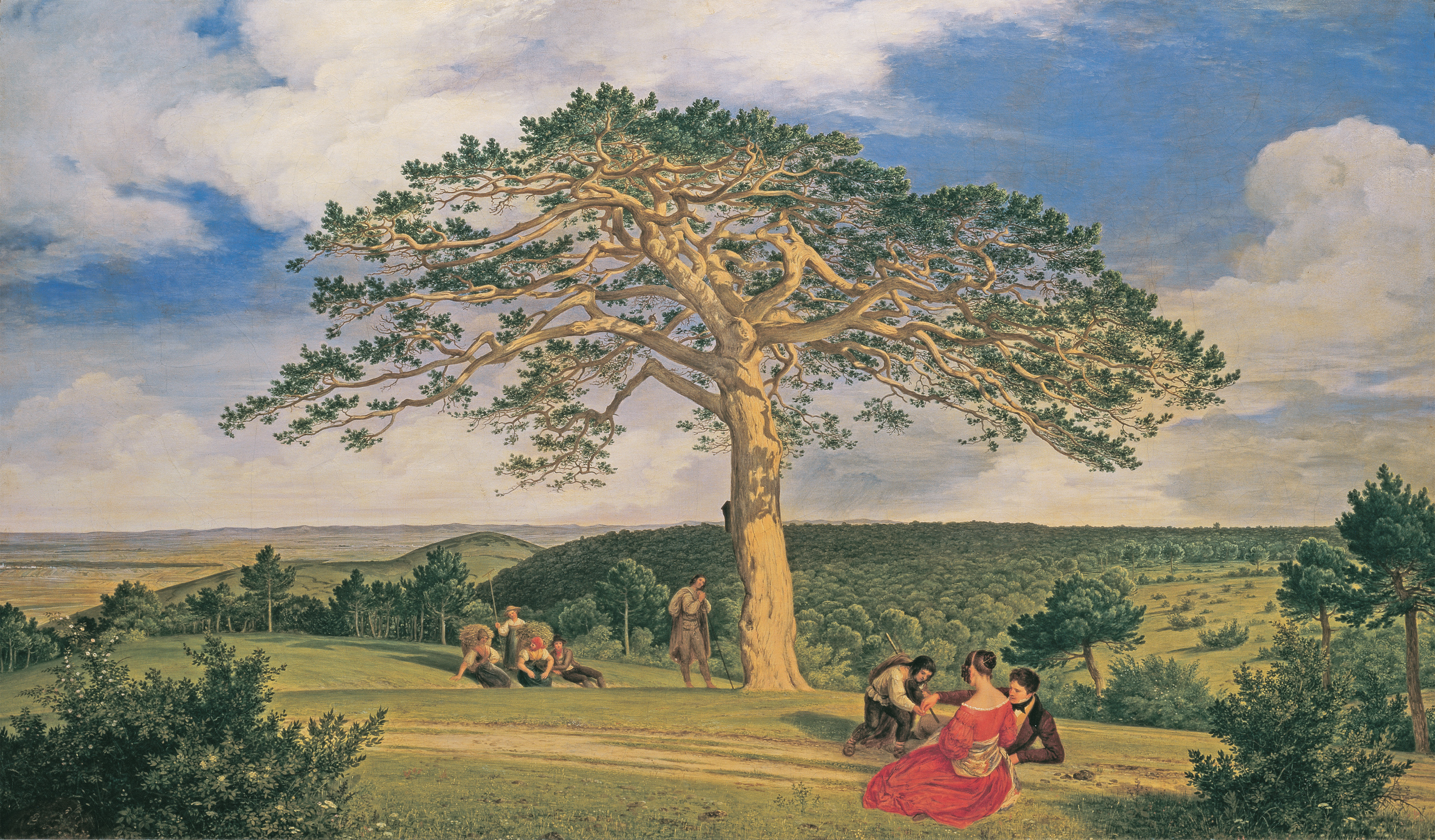
Das Gemälde Ferdinand Schnorr von Carolsfelds
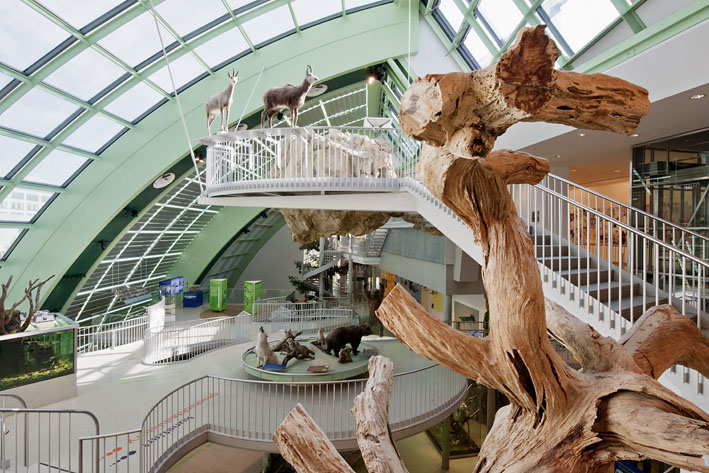
Der Stamm im Museum Niederösterreich
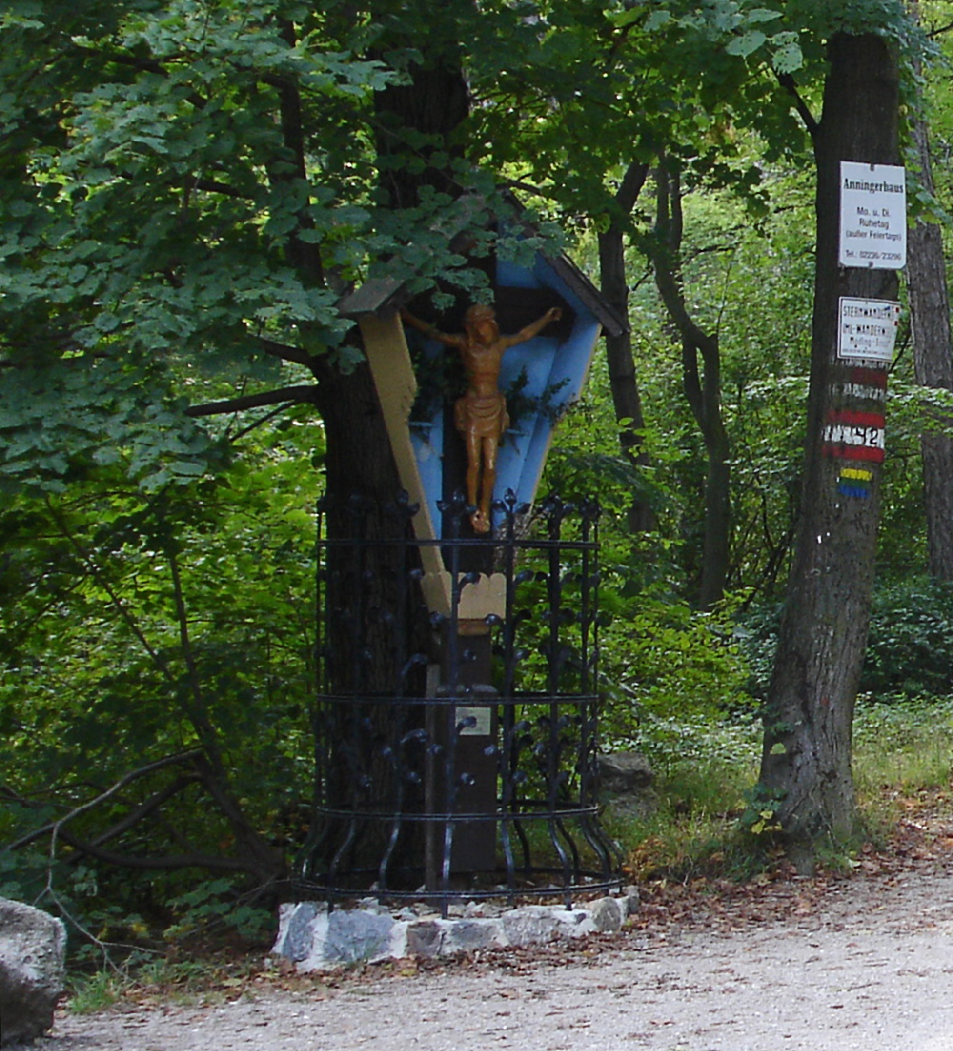
Das Wegkreuz (Foto von 2005)